# 2005 en sport automobile
Chronologie du Sport automobile
2004 en sport automobile - 2005 en sport automobile - 2006 en sport automobile
Les faits marquants de l'année 2005 en Sport automobile

## Par mois

### Janvier
- 23 janvier, Rallye : Sébastien Loeb remporte le Rallye automobile Monte-Carlo pour la troisième fois consécutive.

### Février
- 20 février : en NASCAR, Jeff Gordon remporte la course de Daytona 500.

### Mars
- 4 mars : les premiers essais libres du Grand Prix d'Australie donne le coup d'envoi de la saison du Championnat du monde de Formule 1.
- 6 mars, (Formule 1) : Grand Prix automobile d'Australie.
- 20 mars, (Formule 1) : Grand Prix automobile de Malaisie.

### Avril
- 3 avril :
  - (Formule 1) : Grand Prix de Bahreïn à Sakhir. Victoire du pilote espagnol Fernando Alonso sur une Renault R25.
  - Victoire de Kevin Harvick lors du Food City 500 sur le Bristol Motor Speedway en NASCAR NEXTEL Cup.
- 24 avril (Formule 1) : Grand Prix automobile de Saint-Marin.

### Mai
- 8 mai : Grand Prix automobile d'Espagne.
- 22 mai (Formule 1) : Grand Prix automobile de Monaco.
- 29 mai (Formule 1) : Grand Prix d'Europe.

### Juin
- 12 juin (Formule 1) : Grand Prix automobile du Canada.
- 18 juin (Sport automobile) : départ de la soixante-treizième édition des 24 Heures du Mans.
- 19 juin : l'Audi de l'écurie Champion Racing pilotée par Tom Kristensen, JJ Lehto et Marco Werner remporte les 24 heures du Mans.

### Juillet
- 3 juillet (Formule 1) : Grand Prix automobile de France.
- 10 juillet (Formule 1) : Grand Prix de Grande-Bretagne.
- 24 juillet (Formule 1) : Grand Prix d'Allemagne.
- 31 juillet (Formule 1) : Grand Prix de Hongrie.

### Août
- 21 août : inauguration du Circuit d'Istanbul Park, nouveau circuit de course automobile conçu par Hermann Tilke, situé près d'Istanbul en Turquie, destiné à accueillir le Grand Prix de Turquie de Formule 1.

### Septembre
- 4 septembre (Formule 1) : Grand Prix automobile d'Italie.
- 11 septembre (Formule 1) : Grand Prix de Belgique.
- 25 septembre : 
  - En terminant 3e du GP du Brésil, remporté par le Colombien Juan Pablo Montoya, l'Espagnol Fernando Alonso remporte, à deux courses de la fin de la saison, le championnat du monde de Formule 1.
  - Le Brésilien Nelsinho Piquet remporte les deux premières courses du premier championnat A1 Grand Prix, disputées sur le circuit de Brands Hatch en Grande-Bretagne.

### Octobre
- 2 octobre : 
  - Le Finlandais Marcus Grönholm remporte le Rallye du Japon devant le Français Sébastien Loeb.
  - Sébastien Loeb et Daniel Elena sont sacrés champions du monde des rallyes 2005.

- 9 octobre (Formule 1) : Grand Prix du Japon.

- 16 octobre (Formule 1) : Grand Prix automobile de Chine.

- 23 octobre : 
  - Tour de Corse du Championnat du monde des rallyes 2005. Sébastien Loeb remporte le Tour de Corse en réalisant l'exploit inédit de remporter toutes les spéciales.
  - Champcar : Sébastien Bourdais remporte son deuxième titre consécutif de Champcar en remportant le Grand Prix d'Australie.

### Décembre
- 20 décembre (Formule 1) : l'écurie allemande BMW Sauber F1 Team annonce l'engagement du jeune pilote polonais Robert Kubica au poste de pilote d’essais et de réserve pour la saison 2006.

## Naissances
{...}

## Décès
- 13 février : Maurice Trintignant, 87 ans, pilote automobile français.
- 6 avril : Gene Henderson, pilote de rallyes américain.
- 25 avril : John Love, pilote automobile rhodésien. (° 7 décembre 1924).
- 18 novembre : Gérard Crombac, surnommé « Jabby », journaliste suisse spécialisé dans la compétition automobile. (° 7 mars 1929).